# Dezső Ilona Anna
Dezső Ilona Anna (Élesd, 1961. november 24. –) magyar író, költő és festőművész.

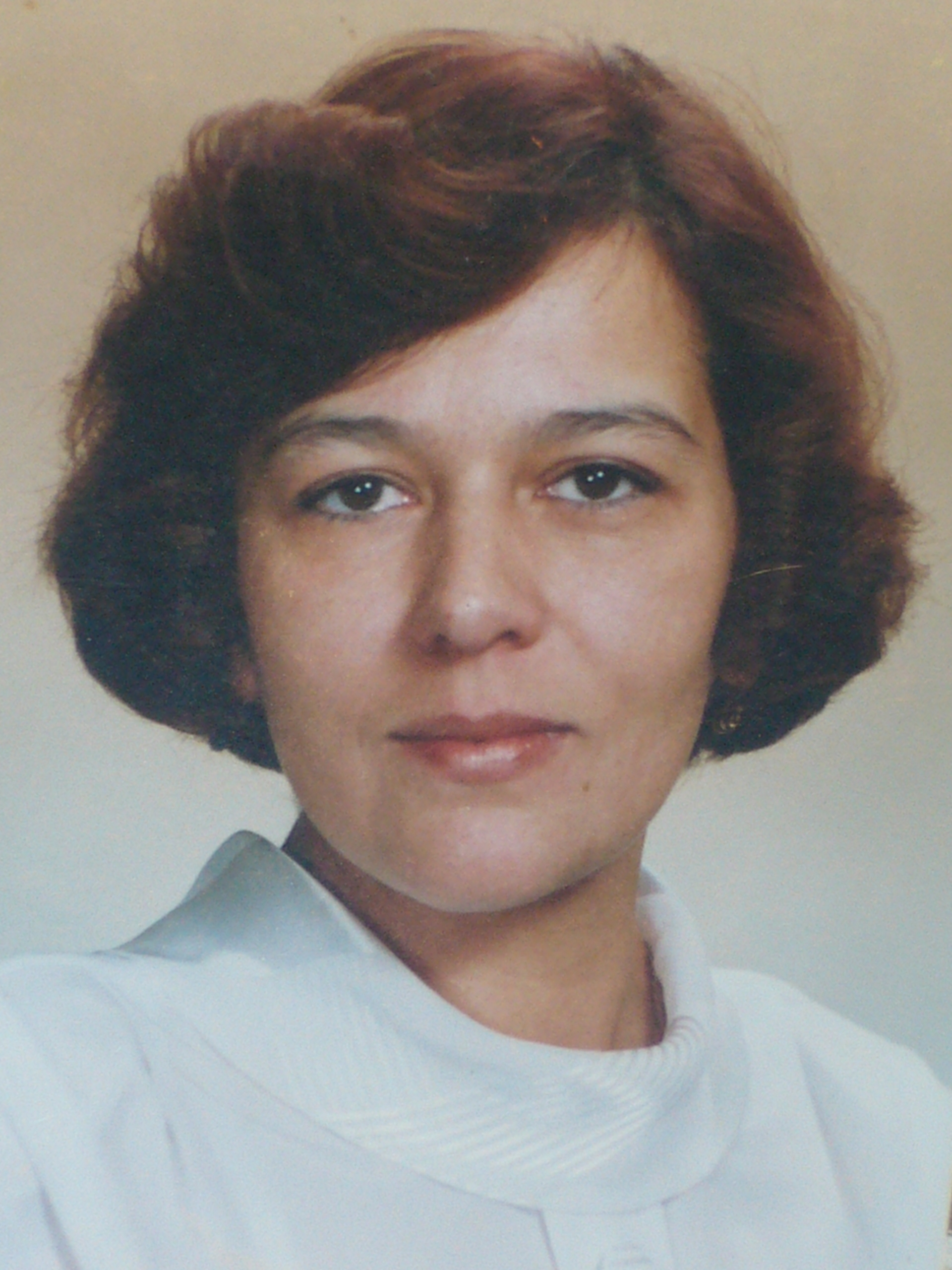
Dezső Ilona Anna

Dezső Ilona Anna

Dezső Ilona Anna

## Életpályája
Élesden született, a Király-hágó lábánál található kis városban. Eddigi élete három helyhez köti, Élesd, Ócsa, Nagyrábé.
Már kora gyermekkorától szerette az irodalmat. Rövid ideig, az 1970-es évek közepén tagja volt a nagyváradi Kortárs Színpad '71 nevezetű amatőr színjátszó csoportnak és látogatója, tagja több irodalmi- és művészkörnek. Későbben a festészet irányába sodorta kíváncsisága. Az 1980-as évek közepétől a Magyar Honvédségnél, az 1990-es évektől a rendőrségnél szolgált nyomozóként.
20 évnyi hallgatást követően, 2000-ben kezdett el újra írni és festeni, mintegy lezárva az elmúlt évszázadot, és elkezdve új életét a 21. században.
"...Irodalmi művei a mai magyar irodalmi élet része.
Festészete kifinomult, magas szintű, ábrázolásmódjában a jelenkort örökíti meg, mely örök érvényű.
A kultúra megismertetésének, terjesztésének elkötelezettje. Sokrétű kulturális, közösségi, kortárs segítői tevékenységet végez Nagyrábén, határon innen és határon túl. Országos, valamint határon túli irodalmi és képzőművészeti köröknek tagja, vezetője.
A felsorolt munkássága mellett aktívan közreműködik a nagyrábéi kulturális élet színvonalas programjainak szervezésében (kiállítások, irodalmi estek, író-olvasó találkozók, rendezvények). Törekszik arra, hogy a település lakosságának kulturális érdeklődését felkeltse és maradandó értéket teremtsen.
Lendületes személyisége és sokrétű tevékenysége aktívan hat Nagyrábé közösségi életére. Írásai, festményei fennmaradnak az utókor számára. Mindezért a Nagyrábéi Kossuth Lajos Művelődési Ház és Könyvtár kezdeményezésére, a Nagyrábéi Értéktár Bizottság a 2018.09.17./2. számú határozatával nyilvántartásba vette, a "helyi értékeink" közé..." (Részlet, Ráczné Fekete Ilona, a Nagyrábéi Kossuth Lajos Művelődési Ház és Könyvtár igazgatója által írt méltatásból.)

## Nevéhez köthető híres mondásai
- A jó vers olyan, mint egy mindenkire passzoló kabát.
- Rendre, ha elérkezik, az Ember elmegy a boldogsága mellett, mert valamiért így rendelte neki az Élet.
- Eljött a nap, amikor fájdalmasabb volt szorosan összezárt bimbóként maradni, mint megkockáztatni a kivirágzást.
- A hazugságból soha sem lesz igazság, így az értéktelen. Az igazság viszont tűnhet hazugságnak azok számára, akik értéktelenek.
- Összetört minden álmom, akár koros tölgynek száradt ága...vajon lenne-e belőlem is kereszt, ha valaki még időben kivágna?
- Mindig gyújtsd meg lámpádat, ne kockáztass, a koromsötétben kelhet életre halálos vétked...

## Megjelent kötetei
- 2010 – A világot alkotom máglyának (versek)
- 2010 – Tündérkert (novellák)
- 2011 – Őszbe tért (versek, a Nagyrábéért Alapítvány gondozásában)
- 2011 – A Kincs. Írásaim és egyebek (novellák)
- 2011 – A megálmodott világ (regény)
- 2012 – A Kincs II (novellák, Élesdi Református Egyház gondozásában)
- 2012 – Bolda, az igazi utolsó sámán (regény, a Cseppecske Bt. gondozásában)
- 2013 – Az Élet színpadán (versek)
- 2014 – Isten tenyerében (novellák)
- 2014 – A boldogság nyomában (novellák)

## Megjelent elektronikus kötetei
- 2011 – Lélekszirmaim (vegyes írások)
- 2010 – Homokváram (versek)
- 2010 – Lillith-koszorú (szonettek)
- 2014 – Felhők felett (versek)
- 2014 – A csend hangjai (novellák)
- 2015 – Beértek a miértek (versek)

## Monográfia
- 2017 – ÉLESD, fejezetek egy város életéből (társszerzőként Homonnai Gábor-Józsa Ferenc-Dezső Ilona Anna)

## Fordítások
- 2011 – Józsa Kálmán – Nagyrábéi képeskönyv – dr. Vajda Mária a Déri Múzeum főmuzeológusának és Józsa Kálmán szerzőnek írásait magyarból román nyelvre

## Antológiák
- A kémények lenge füstszalagjai - Az irodalmi rádió 2024 őszi antológiája
- Képzőművészeti szemle 2024
- Életmesék (Kárpát-medencei életmesék, 2015, 2017, 2018, 2019, 2020, 2021)
- Képzőművészeti szemle 2016
- Kortárs női hangok (irodalmi antológia, 2014)
- Lelkünk ünnepnapjai (Montázs magazin antológiája, 2014)
- Visszfény (Nagyrábén élt, élő írok és költők válogatott művei)
- Üzenetek, vallomások, strófák (a rétsági Spangár András Irodalmi Kör antológiája)
- Kardoskúti Antológia (irodalmi antológia, 2011)
- Egyéb mesék és más gyűjteményes irodalmi antológiák, melyek feltalálása még kutatás tárgyát képezi.

## Mesterei
- Varga Domokos György író-, újságíró holdudvarában érett íróvá.
- Képzőművészeti ismereteinek meghatározója Gasztonyi Kálmán festőművész és Tamus István tanár-, grafikusművész, akik sokat segítik alkotói munkájában.

## Kiállításai
- 2025.08.01. Élesd (Románia) RMDSZ székház - Élesdi értékek (10 kép)
- 2025.06.14. Nemzeti Művelődési Intézet rendezésében - Tehetség Paletta Program - Derecske Művelődési Intézet (5 kép)
- 2025.05.23. ELEMENTS - Katalógusbemutató csoportos kiállítás, Budapest - Dávid galéria (1 kép)
- 2025.03.28. Kárpáti Gusztáv Képzőművészeti Kör közös tárlata Nagyrábé Kossuth Lajos Művelődési Ház (3 kép)
- 2025.03.28. Golden Duck Gallery & Art Space  (2 kép) - Interior Art 2025
- 2025.02.07. Golden Duck Gallery & Art Space  (1 kép) - ArtDeco II 2025
- 2025.01.25. Margittai Művelődési Ház Konferencia- és kiállító terme - Kárpáti Gusztáv Képzőművészeti kör (4 kép)
- 2025.01.20. Berettyóújfalu Makk Kálmán Mozi-Galéria - Kárpáti Gusztáv Képzőművészeti kör (3 kép)
- 2024.11.29. Golden Duck Gallery & Art Space  (1 kép) - ChristmART 2024
- 2024.11.27. Nagyrábé Kossuth Lajos Művelődési Ház (28 kép)
- 2024.10.11. Golden Duck Gallery & Art Space (2 kép) - No Limits 2024
- 2024.10.04. Exhibition Moussoulens, France (2 kép) - Art en Liberté
- 2024.08.06. Nagyrábé Kossuth Lajos Művelődési Ház "Ecsetünk Kedvese Nagyrábé"(3 kép)
- 2024.07.30. Golden Duck Gallery & Art Space (2 kép) - Traveller's Art Fair
- 2024.06.01. Barbagelata Contemporaly Art Fundation, Barcelona (1 kép) International Exhibition "Spring Feauture Artists 2024"
- 2024.05.09. Golden Duck Gallery & Art Space (2 kép) - "Natura International Art Show 2024"
- 2024.05.06. People & Paintings Galléria New York (1 kép) "Branches and Roots"
- 2024.03.31. People & Paintings Galléria New York (2 kép) Breaking the Rules
- 2024.03.17. People & Paintings Galléria New York (1 kép) "Dream and Reality"
- 2024.02.09. Dávid Galéria, Budapest (1 kép) - "Papillon Carnevale" - ARTSCAP Kortárs Katalógus bemutató
- 2024.02.09. Golden Duck Gallery & Art Space (3 kép) - Art Deco 2024
- 2024.01.12. David Art Gallery, Budapest (2 kép) - "Basquiat nyomában"
- 2023.12.01. Art Vue Prize, Bruxeles (2 kép) - " Fall 2023 Art Vue Fundation's Prize competition"
- 2023.12.01. Golden Duck Gallery & Art Space (2 kép) - "ChristmART Nemzetközi Művészeti Kiállítás"
- 2023.11.19. People & Paintings Galléria New York (2 kép) - "Ősz a..."
- 2023.09.18. People & PaintingsGalléria NewYork (2 kép) - "A hétköznapi dolgok szépsége"
- 2023.07.14. London, Holy Art Gallery (2 kép)
- 2022.06.05. Tata, Kristály Imperial Hotel, együtt Szitár Évával (12 kép)
- 2022.05.05. Berettyóújfalu Bella Costa Étterem (25 kép)
- 2021.11.24. Nagyrábé Kossuth Lajos Művelődési Ház (26 kép)
- 2021.04.19. Belvárosi Művészeti Egyesület – Párizsi Udvar – Tavaszi tárlat (3 kép)
- 2020.12.18. Belvárosi Művészeti Egyesület – Párizsi Udvar – Téli tárlat (2 kép)
- 2020.09.04. Belvárosi Művészeti Egyesület – Párizsi Udvar – Nyári tárlat (2 kép)
- 2020.04.19. Belvárosi Művészeti Egyesület – Párizsi Udvar – Tavaszi tárlat (3 kép)
- 2019.04.14. Belvárosi Művészeti Egyesület – Párizsi Udvar – Tavaszi tárlat (2 kép)
- 2019.03.09. Pest Megyei Képzőművészeti Alkotóház közös tárlata a Radóczy Galériában (2 kép)
- 2019.02.05. Nagyrábé Kossuth Lajos Művelődési Ház (32 kép)
- 2018.09.10. Kispesti Halásztanya Galéria – A nő két arca (30 kép)
- 2018.04.22. Belvárosi Művészeti Egyesület – Párizsi Udvar – Tavaszi tárlat (3 kép)
- 2018.04.16. Tetétlen Falu Ház – közös kiállítás Simon M.Veronika festőművésszel (24 kép)
- 2018.04.22. Belvárosi Művészeti Egyesület – Párizsi Udvar – Téli tárlat (6 kép)
- 2017.10.17. Budapest XV. ker. Szabó Ervin Könyvtár (70 kép)
- 2017.06.08. Budapest-Békásmegyer Vízorgona úti Idősek Otthona (20 kép)
- 2017.04.06. Székesfehérvár Vörösmarty Mihály Könyvtár olvasóterme(37 kép)
- 2017.01.30. Nagyrábé Kossuth Lajos Művelődési Ház (26 kép)
- 2016.05.22. Művészeti Csodák Kiállítása – Az álom is valóság (6 kép)
- 2015.04.29. Műcsarnok – a Tár.helyben szereplő alkotóként és az egyik reprodukcióval az Itt és most – Képzőművészet, Nemzeti Szalon 2015 kiállítás katalógusában 133-as számon lett katalogizálva.
- 2015.03.16. Berettyóújfalu Makk Kálmán Mozi-Galéria (30 kép)
- 2014.11.12. Nagyrábéi Kossuth Lajos Művelődési Ház (28 kép)
- 2013.07.15. Nagyszalonta Arany János Palota (40 kép)
- 2013.03.08. Nagyrábéi Kossuth Lajos Művelődési Ház (26 kép)
- 2011.04.08. Földes Karácsony Sándor Művelődési Központ (30 kép)
- 2010.12.05. Nagyrábé Református Gyülekezeti terem (24 kép)
- 2008.08.19. Nagyrábé Kossuth Lajos Művelődési Ház (26 kép)
- Részt vett több más közös kiállításon is

## Illusztrációk
- 2017 – v.Ország György – Honvágy egy ősz után című regényéhez (8 rajz)

## Képzőművészeti katalógusok
- ELEMENTS - ARTsCAP Kortárs Művészeti Katalógus 2024-2025
- Art Vue Foundation  Brüsszel 2023 őszi katalógus
- Papillon Carnevale - ARTsCAP Kortárs Művészeti Katalógus 2023-2024

## Tagja
- Fine Arts Capital Művészeti Egyesület (2023-)
- Kárpáti Gusztáv Festőkör (2023-)
- Pest Megyei Képzőművészeti Alkotóház (2019-2021)
- Belvárosi Művészeti Egyesület (2017-2021)
- Szent Lázár Katonai és Ispotályos Lovagrend tiszt-Dámája (2014-)
- MAnK (2012–)
- Aranyecset Művészeti Egyesület (2012–2017)
- Rajzos szerkesztője (2011) a "Szilaj csikó" nevezetű hetilapnak
- Főmunkatársa a Délibáb Művészeti folyóiratnak (2013-2023)
- Szerkeszti a Délibáb honlapját (2013-)
- Cserhát Művész Kör (2009-2023) Országos titkára (2013-2023)
- 2009-2013 között tagja a Nagyrábéi 3 x Aranypáva– és Kölcsey díjas, hagyományőrző "Páva körnek", melynek utóbbi 2 Aranypáva– és 2 Arany díj elnyerésének részese
- Rendszeresen foglalkozik publicisztikával (2009–)
- Aktívan jelen van az internet több irodalmi- és képzőművészeti felületén (2005–)
- Szerkeszti saját honlapját, ahol többek között képszerkesztést is oktat (2008–)

## Díjak, elismerések
- Golden Duck galery & art space Budapest "Kavicsos1" című festménnyel "Duck's Special Award" díj (2024.08.02.)
- Barbagelata Contemporary Art Fundation, Barcelona "Spring" című festménnyel "Artist merit" (2024.06.01.)
- Golden Duck galery & art space Budapest "Lace love" című festménnyel "Natura Avard" díj (2024.05.10.)
- People & Paintings, New York "Spring" - Gallery Award (2024.04.18.)
- People & Paintings, New York "Women of Venice" - Gallery Award (2024.03.17.)
- Papillon carnevalle - Fine Arts Capital Egyesületi elismerés 2023-2024 - A közösségért és a szakmai programban végzett önzetlen munkáért
- Golden Duck galery & art space Budapest "Velencei nők" című festménnyel "Character Award" díj (2024.02.09.)
- Art Vue Foundation  Brüsszel 2023 őszi pályázat - "Special mention" + Őszi katalógusban való publikáció
- Golden Duck galery & art space Budapest "A bölcsőtől a sírig" című festménnyel Galéria Díj (2023.12.01.)
- People & Paintings, New York - "Ősz" című festménnyel "Gallery Award" (2023-november)
- People & Paintings, New York - "Csendélet orgonával" című festménnyel Közönség Díj (2023-szeptember)
- Holnap Magazin III.helyezés (2022-április, novella Pályázat)
- Holnap Magazin II.helyezés (2021-szeptember, novella Pályázat)
- Cserhát Művészkörtől kapott díjai: Örökös tag, Nívó-díj, Ihász-Kovács Éva emlékplakett, Cserhát József emlékdíj, Arany-érem, Díszpolgári cím, 50 éves emlékplakett (2009-2022 között sok más elismerés)
- Életmesék Elismerő Oklevél (2021-, 2020-, 2019-, 2017-, 2016)
- Elismerő oklevél – Nagyrábé Nagyközség Polgármestere (2019)
- Emlékérem – a közösségért végzett munkájáért (2019 Nagyrábé Nagyközség Önkormányzata)
- Szent Lázár Katonai és Ispotályos Lovagrend – Ezüst fokozat (2017)
- Mednyánszky László emlékdíj (2017)
- Szinyei Merse Pál emlékdíj (2016)
- Szent Lázár Katonai és Ispotályos Lovagrend – Bronz fokozat (2015)
- Nemzetközi Arany ecset díj (2013 International Art of Contest)
- Nemzetközi Művészeti díj "Mester fokozat" (2013 International Art of Contest)
- Környezettudatos életmód és a Biblia útkereszteződése pályázat,"A csend sziklái" kategória III. helyezés (2012)
- Több hazai és külföldi írói pályázat nyertese, írói-, költői-, képzőművészeti versenyek díjazottja
- Rendelkezik egyműves nívó díjjal is